# Hormius orientalis
Hormius orientalis är en stekelart som beskrevs av Sergey A. Belokobylskij 1980. Hormius orientalis ingår i släktet Hormius och familjen bracksteklar. Utöver nominatformen finns också underarten H. o. tulyensis.